# سیارک ۱۹۸۱۸
سیارک ۱۹۸۱۸ (به انگلیسی: 19818 Shotwell، نامگذاری:2000SB150) نوزده هزار و هشتصد و هجدهمین سیارک کشف شده‌است که در ۲۴ سپتامبر ۲۰۰۰ کشف شد.
قدر مطلق سیارک برابر ۱۹.۵ است.